# Le Mouret
Le Mouret is een gemeente en plaats in het Zwitserse kanton Fribourg, en maakt deel uit van het district Saane/Sarine.
Le Mouret telt 3.134 inwoners.